# Abraham Taub
Abraham Haskel Tuab (1. února 1911 – 9. srpna 1999) byl americký matematik a fyzik, který významně přispěl k rozvoji obecné teorie relativity, zvláště v jejích začátcích. Dále jsou významné jeho příspěvky v oblasti diferenciálních rovnic a diferenciální geometrie. Ve své práci z roku 1948, zabývající se relativistickými rázovými vlnami, představil relativistické zobecnění Rankineových-Hugoniotových podmínek, nyní známé jako Taubova adiabata. Rovněž vymyslel Taubův-NUB prostor v obecné relativitě.
Doktorát získal na Princetonské univerzitě v roce 1935 pod vedením předního relativisty Howarda P. Robertsona. V Princetonu byl Taub rovněž ovlivněn Oswaldem Veblenem
V roce 1948 přišel na univerzitu Illinois v Urbana Champaign jako hlavní matematik související s plánem vybudování počítače založeného na plánech Johna von Neumanna Počítač s názvem ORDVAC byl dokončen v roce 1952 a dopučen společnosti Aberdeen Proving Grounds. Druhá kopie počítače zůstala v Illinois a stala se prototypem pro několik dalších počítačů. Taub stál v letech 1961 – 1964 v čele univerzitní počítačové laboratoře. V roce 1964 se přestěhoval na Kalifornskou univerzitu v Berkeley, kde se stal vedoucím počítačového centra.